# Agneta Hammer
Agneta Hammer, född 1952, är en svensk arkitekt. Hon har tidigare varit verksam i Helsingborg stad på stadsbyggnadsförvaltningen som stadsbyggnadsdirektör 2007–2012. Dessförinnan arbetade hon i Malmö som planarkitekt 1994–2000 och som stadsarkitekt 2000–2007. Den 22 februari 2012 beslutades att Agneta Hammer blir ny stadsbyggnadsdirektör i Göteborg och tillträder i maj 2012.